# Miss Brussel
Miss Brussel is een schoonheidswedstrijd voor vrouwen die in Brussel wonen. De winnares mag de Belgische hoofdstad vertegenwoordigen tijdens de eerstvolgende Miss België-verkiezing.

## Erelijst
| Jaar | Winnares           | Stad/Gemeente       | Opmerkingen                                  |
| ---- | ------------------ | ------------------- | -------------------------------------------- |
| 2023 | Beyza Özçiftci     | Schaarbeek          | Top 15 Miss België 2023                      |
| 2021 | Mélissa Crescibene | Vorst               |                                              |
| 2020 | Nihal Eddaghmoumi  | Sint-Agatha-Berchem |                                              |
| 2019 | Melissa Ghysels    | Sint-Agatha-Berchem | 5e eredame Miss België 2019                  |
| 2018 | Olivia Simmons     | Brussel             | Top 20 Miss België 2018                      |
| 2017 | Myriam Sahili      | Sint-Jans-Molenbeek | Top 12 Miss België 2017                      |
| 2016 | Elisabeth Assaf    | Ganshoren           |                                              |
| 2015 | Jennifer Rosenberg | Jette               |                                              |
| 2014 | Maïté Roger        | Ukkel               |                                              |
| 2012 | Albana Berisha     | Ukkel               |                                              |
| 2011 | Ayse Ozdemir       | Schaarbeek          |                                              |
| 2010 | Gohar Avetisyan    | Etterbeek           | Top 10 Miss België 2010                      |
| 2009 | Zeynep Sever       | Brussel             | Miss België 2009 / Top 15 Miss Universe 2009 |
| 2008 | Fabienne Kabeya    | Brussel             | 1e eredame Miss België 2008                  |
| 2007 | Halima Chehaima    | Sint-Jans-Molenbeek | 1e eredame Miss België 2007                  |
| 2005 | Tatiana Silva      | Ukkel               | Miss België 2005                             |
| 2004 | Deniz Ates         | Brussel             | Top 10 Miss België 2004                      |
| 2003 | Carine Okenghe     | Evere               | Top 10 Miss België 2003                      |
| 2002 | Sylvie Doclot      | Brussel             | 1e eredame Miss België 2002                  |
| 2001 | Julie Genbrugge    | Brussel             |                                              |

## Internationaal
Een overzicht van enkele missen die meededen aan internationale verkiezingen. 
|  |  |  |